# モニカ・ナバロ
モニカ・ナバロ（Mónica Navarro, 1968年10月30日 - ）
は、アルゼンチンブエノスアイレス生まれで、ウルグアイのモンテビデオを拠点に活動する
タンゴ歌手で女優。
2014年の第15回ラテン・グラミー賞では、アルバム「Calle」（カイエ／Street）が、
「Best Tango Album」部門でノミネートされたが、受賞は逃した。